# Michael Knoth
Michael Knoth (født 9. april 1972 i Hjørring) er en dansk brygmester, og bl.a. grundlægger af GourmetBryggeriet senest konsulentvirksomheden Craft Brewing Consult ApS.
Michael Knoth er cand.polyt. i kemi fra Danmarks Tekniske Universitet i 1997 og har ligeledes en Diploma Master Brewer-uddannelse fra Scandinavian School of Brewing. Han har desuden studeret ved bryggerhøjskolen Weihenstephan (Technische Universität München) i Tyskland
Fra 1998 til 2005 var han ansat ved Carlsberg, hvor han oplevede den danske ølrevolution, som startede i slutningen af 1990'erne og medførte åbningen af en række nye danske bryghuse. Med denne baggrund stiftede han i 2005 GourmetBryggeriet A/S i Roskilde sammen med forretningspartneren og restauratør Lars Dietrichsen.
Efter GourmetBryggeriets første regnskabsår, hvor en omsætning på 9,9 mio. kr. kastede et før-skat overskud på 2,5 mio. kr. af sig, valgte bryggeriet at gå på First North børsen under OMX, hvilket blev realiseret i december 2006.
I forbindelse med salget af GourmetBryggeriet til Harboe A/S, valgte Michael Knoth at træde ud af virksomheden for at forsætte sin karriere som chefkonsulent ved bryggerikonsulenthuset ALECTIA A/S nu NIRAS A/S.
I 2016 startede Knoth som produktionschef for det danske bryggeri Mikkeller, hvor han var ansat indtil ultimo 2017.
Siden 2018 har han drevet egen bryggerikonsulent virksomhed gennem konsulent virksomheden Craft Brewing Consult ApS.
Knoth er desuden aktiv dels inden for formidling af ølviden, dels som foredragsholder ved Brygmesterforeningens Brygmesterkorps, som ekspert og kommentator i medierne. og som medforfatter til kogebogen Drik øl til... fra 2007.